# Jens Weißflog
Jens Weißflog (Breitenbrunn, 21. srpnja 1964.), njemački skijaški skakač, športski djelatnik i komentator. Trostruki je olimpijski i dvostruki svjetski prvak te ukupni pobjednik Svjetskog kupa 1983./1984. kao i četverostruki osvajač Turneje četiriju skakaonica. Smatra se najuspješnijim njemačkim skijaškim skakačem svih vremena. S 33 pobjede u Svjetskom kupu drži 5. mjesto na vječnoj ljestvici, a njima je tijekom petnaestogodišnje karijere pridodao i 79 podija (od čega 73 pojedinačno) i 191 međunarodni nastup.

## Osobni život
Po zanimanju je električar. Oženjen je suprugom Nicole i vlasnik hotela. U slobodno vrijeme igra tenis i golf.
Trenutno je zaposlen kao športski komentator na ZDF-u.

## Nagrade
- Srebrni lovorov list za iznimna dostignuća u športu
- Istočnjonjemački športaš godine 1985.

## Vanjske poveznice
- Službene stranice  Arhivirana inačica izvorne stranice od 15. listopada 2017. (Wayback Machine) (njem.)
- Statistike na stranicama FIS-a (engl.)